# Brunn an der Wild
Brunn an der Wild är en ort och kommun  i Österrike. Den ligger i distriktet Horn i förbundslandet Niederösterreich, 80 km nordväst om huvudstaden Wien. 
Kommunen består av 10 orter (Ortschaften) (inom parentes invånarantal 1 januari 2024):

- Atzelsdorf (62)
- Brunn an der Wild (351)
- Dappach (57)
- Dietmannsdorf an der Wild (131)
- Frankenreith (13)
- Fürwald (31)
- Neukirchen an der Wild (92)
- St. Marein (62)
- Waiden (49)
- Wutzendorf (12)